# Tepanechi
I tepanèchi erano un popolo guerriero che dominò parte dell'odierno Messico centrale tra il XIII e il XV secolo. Erano discendenti dei Cicimechi e parlavano una lingua nahua.
Le maggiori città tepaneche furono Azcapotzalco, Tlacopan, Coyoacán e Tlâlnepantla.

## L'ascesa

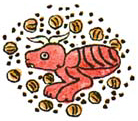
Emblema della città di Azcapotzalco

In seguito a una migrazione verso nord, i Tepanechi si stabilirono a ovest del Lago Texcoco, fondando la loro capitale Azcapotzalco.
Nel 1315, insieme a Toltechi, Cicimechi ed altre popolazioni autoctone, si opposero alla presa di Chapultepec da parte di un gruppo di Aztechi che voleva definitivamente impossessarsi della collina. Morto Copil, venne nominato Huitzilíhuitl al comando delle operazioni di difesa. Nel 1319, i Tepanechi costituirono e capeggiarono una lega di città (Culhuacan, Azcapotzalco, Xochimilco, Coyoacan e Xaltocan) per cacciare definitivamente gli Aztechi da Chapultepec. La vittoria tepaneca fu schiacciante e gli Aztechi dovettero tributarsi in qualità di mercenari alla città di Azcapotzalco. Huitzilihuitl, sua figlia e numerosi prigionieri di guerra furono sacrificati a Culhuacan.
In seguito ad un'alleanza strategica di tipo territoriale tra Culhua e Aztechi, i Tepanechi si allearono con gli Acolhua ed espansero il loro impero cacciando i Toltechi e i Cicimechi da Texcoco nel 1337.

## L'impero di Tezozómoc
Tezozómoc, grande re tepaneco, prese il potere nel 1371 e rafforzò la sottomissione tributaria di Tenochtitlán; nel frattempo, la reggenza di Tlatelolco, importante centro economico azteco, fu presa dal figlio Cuacuapitzahuac, il che decretò la completa dipendenza economica azteca nei confronti di Azcapotzalco.
Nonostante l'asservimento di Tenochititlán ai Tepanechi, la guerra del 1375 contro la confederazione di Chalco e Amecameca (a sud-est di Texcoco) fu combattuta e sostenuta per 10 anni esclusivamente dai guerrieri tepanechi. La presa di Culhuacan nel 1385, frutto dell'intesa militare con Tenochtitlán, fu per il re azteco Acamapichtli (anch'egli arruolato tra i mercenari) una conferma di definitiva grandezza del suo popolo, complice l'efficiente opera di espansionismo che stava contemporaneamente portando avanti.
Quando, nel 1409, il cicimeco Ixtlilxochitl I, nuovo re di Texcoco, si rifiutò di prendere in sposa la figlia di Tezozómoc, il re tepaneco pretese dei tributi dalla città, che Ixtlilxóchitl pagò fino al 1414, anno in cui si autoproclamò "re universale", alleandosi con le limitrofe città degli Acolhua. Tezozómoc rispose preparando l'esercito. Ixtlilxóchitl resistette all'attacco, riuscendo poi ad entrare a Otompan (Otumba), alleata dei Tepanechi, e a tenere sotto scacco Azcapotzalco, capitale dell'impero, senza però che l'assedio avesse successo. Nel 1418, grazie a un'accorta strategia militare, Tezozómoc riuscì a sorprendere Ixtlilxóchitl attaccando Texcoco da nord e sud, servendosi dei suoi alleati Chalco e Otumba. Il re cicimeco fu ucciso e la città conquistata fu assegnata agli Aztechi.

## Il declino
Alla morte di Tezozómoc, nel 1426, tutte le alleanze decaddero e il figlio Maxtla prese il potere senza ripetere i successi del padre. Nello stesso anno il capo azteco Chimalpopoca fu assassinato e Maxtla dovette fronteggiare una diffusa ostilità, che culminò nello scontro del 1428 con la coalizione di città guidata da Tenochtitlan, Texcoco e Tlacopan (città tepaneca). Maxtla fu sconfitto e Azcapotzalco venne completamente distrutta, decretando la fine dell'impero tepaneco e spianando la strada al dominio della civiltà azteca.